# Бургкунштадт
Бургкунштадт (нем. Burgkunstadt) — город в Германии, в земле Бавария. 
Подчинён административному округу Верхняя Франкония. Входит в состав района Лихтенфельс.  Население составляет 6637 человек (на 31 декабря 2010 года). Занимает площадь 40,59 км². Официальный код  —  09 4 78 116.
Город подразделяется на 8 городских районов.

## Население

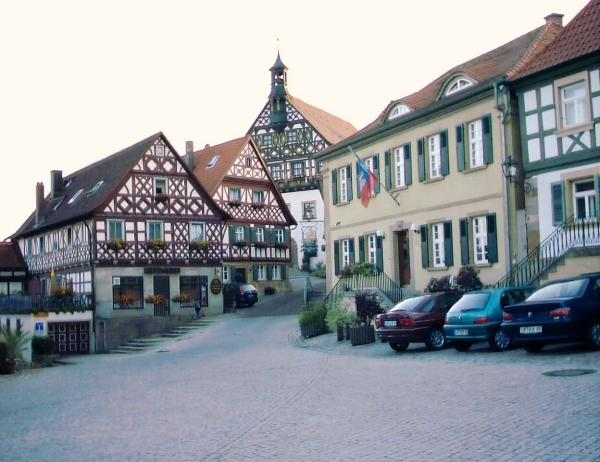
Ратуша

По оценке на 31 декабря 2015 года население общины Бургкунштадт составляет 6384 чел. 

| Дата      | 1840 | 1871 | 1900 | 1925 | 1939 | 1950 | 1961 | 1970 | 1987 | 2011 |
| --------- | ---- | ---- | ---- | ---- | ---- | ---- | ---- | ---- | ---- | ---- |
| Население | 3581 | 3450 | 3385 | 4262 | 4870 | 7046 | 6824 | 7260 | 6625 | 6607 |

| Год       | 1960 | 1970 | 1980 | 1990 | 2000 | 2009 | 2010 | 2011 | 2012 | 2013 | 2014 | 2015 |
| --------- | ---- | ---- | ---- | ---- | ---- | ---- | ---- | ---- | ---- | ---- | ---- | ---- |
| Население | 6833 | 7250 | 6800 | 6811 | 6992 | 6676 | 6637 | 6568 | 6524 | 6437 | 6410 | 6384 |